# Vangelis Petsalis
Vangelis Petsalis (født 4. juli 1965 på øen Korfu, Grækenland) er en græsk klassisk komponist og pianist.
Petsalis studerede på konservatoriet på Korfu og senere på konservatoriet i Athen. Han har skrevet 2 symfonier, orkesterværker, koncerter,  klavermusik, korværker, teatermusik etc. 

## Udvalgte værker
- Symfoni nr. 1 (1995) - for orkester
- Symfoni nr. 2 (2005) - for orkester